# العلاقات الأفغانية الإسرائيلية
العلاقات الأفغانية الإسرائيلية هي العلاقات بين إمارة أفغانستان الإسلامية ودولة إسرائيل، ولكن فعليا لم تكن هناك أبدًا علاقات دبلوماسية بين الدولتين. بعد استيلاء طالبان على السلطة في عام 2021 غادر زابلون سيمينتوف البلاد في 7 سبتمبر 2021 وهو آخر يهودي في أفغانستان ومستأجر كنيس يهودي في كابول، خوفا من قتله أو أخذه كرهينة.

## التاريخ
خلال الثمانينات، وفرت إسرائيل التسليح والتدريب لقوات المجاهدين الذين كانوا يقاتلون الحكومة الأفغانية المدعومة من قبل الاتحاد السوفيتي. وتلقى الآلاف من المجاهدين، لا سيما مقاتلي الحزب الإسلامي بزعامة غلبدين حكمتيار، التدريب على أيدي مدربين إسرائيليين. وسمح على ما يبدو رئيس وكالة الاستخبارات الباكستانية، أختر عبد الرحمن للمدربين الإسرائيليين بدخول بلاده.
في عام 2005 في مقابلة بكابل مع صحفي من صحيفة يديعوت أحرونوت، ألمح الرئيس الأفغاني حامد كرزاي عن الرغبة في إقامة علاقات رسمية مع إسرائيل. وقال عندما «يتم إحراز المزيد من التقدم في عملية السلام في الشرق الأوسط، ويبدأ الفلسطينيون في الحصول على دولة خاصة بهم، سوف تكون أفغانستان سعيدة بتكوين علاقات كاملة مع إسرائيل». وكشف أنه التقى بشمعون بيريز عدة مرات، ووصفه بأنه «رجل عزيز وهب حياته من أجل سلام حقيقي».
في عام 2021 وبعد استعادة حركة طالبان السلطة، صرح المتحدث الرسمي لحركة طالبان الملا ذبيح الله مجاهد عن موقف الحركة وإمارة أفغانستان الإسلامية إتجاه دولة الإحتلال (إسرائيل) أنها لن تقيم معها أي علاقات نهائياً وقد وصف إسرائيل بأنها «ورم في جسد العالم الإسلامي».